# Johann Rathausky
Johann Rathausky (* 24. November 1858 in Wien; † 16. Juli 1912 in Wien) war ein österreichischer Bildhauer.

## Leben und Werk
Rathausky war Schüler von Carl Kundmann an der Wiener Akademie. Seine Reiterstatuetten und Soldatentypen der österreichischen Armee wurden von Kaiser Franz Joseph zu Geschenk- und Widmungszwecken erworben, für den Festsaal der Neuen Hofburg trug er Kindergruppen bei. Im Auftrag der Südbahngesellschaft schuf er in Abbazia (Opatija) als Teil eines Monumentalbrunnens die in Carrara-Marmor ausgeführte Brunnengruppe Helios und Selene (1891) und die Büste des Südbahndirektors Friedrich Julius Schüler (1896), sowie an der Passhöhe der Brennerbahn die Büste des Erbauers Carl von Etzel (1892), die heute um etwa 500 Meter versetzt am Bahnhof Brenner steht. Zwei Statuen in Sandstein Georg Friedrich Händel und Christoph Willibald Gluck anfertigte er zwischen 1888 und 1890 für die Attika des Künstlerhauses Rudolfinum in Prag.
Weitere Werke sind die 1902 geschaffenen Adalbert-Stifter-Denkmale in Linz und Frymburk nad Vltavou (früher Friedberg, Böhmen) sowie zahlreiche Grabdenkmäler auf dem Wiener Zentralfriedhof, so die der Komponisten und Chorleiter Anton M. Storch († 1887) und Franz Mair († 1893), das Mausoleum der Freiherrn Klein und andere. Sein Entwurf (1891) für das Wiener Mozart-Denkmal hatte bei der Konkurrenz eine ehrende Anerkennung erhalten.
Die Enthüllung des Denkmals für den 1907 verstorbenen Erbauer der Tauernbahn Karl Wurmb in Salzburg (gegenüber dem Mozarteum) fand erst über ein Jahr nach dem Tod des Künstlers am 13. Oktober 1913 statt, ein besserer Standort wurde 1999 problematisiert.
Rathausky selbst erhielt ein Ehrengrab auf dem evangelischen Teil des Wiener Zentralfriedhofs (Tor 4, Gruppe 2, Nr. 579).

## Weitere Werke (Auszug)
- Reiterstatuette Dragoner, 1885, Bronzehohlguss, 60 × 27 × 65 cm, Heeresgeschichtliches Museum, Wien.

## Galerie

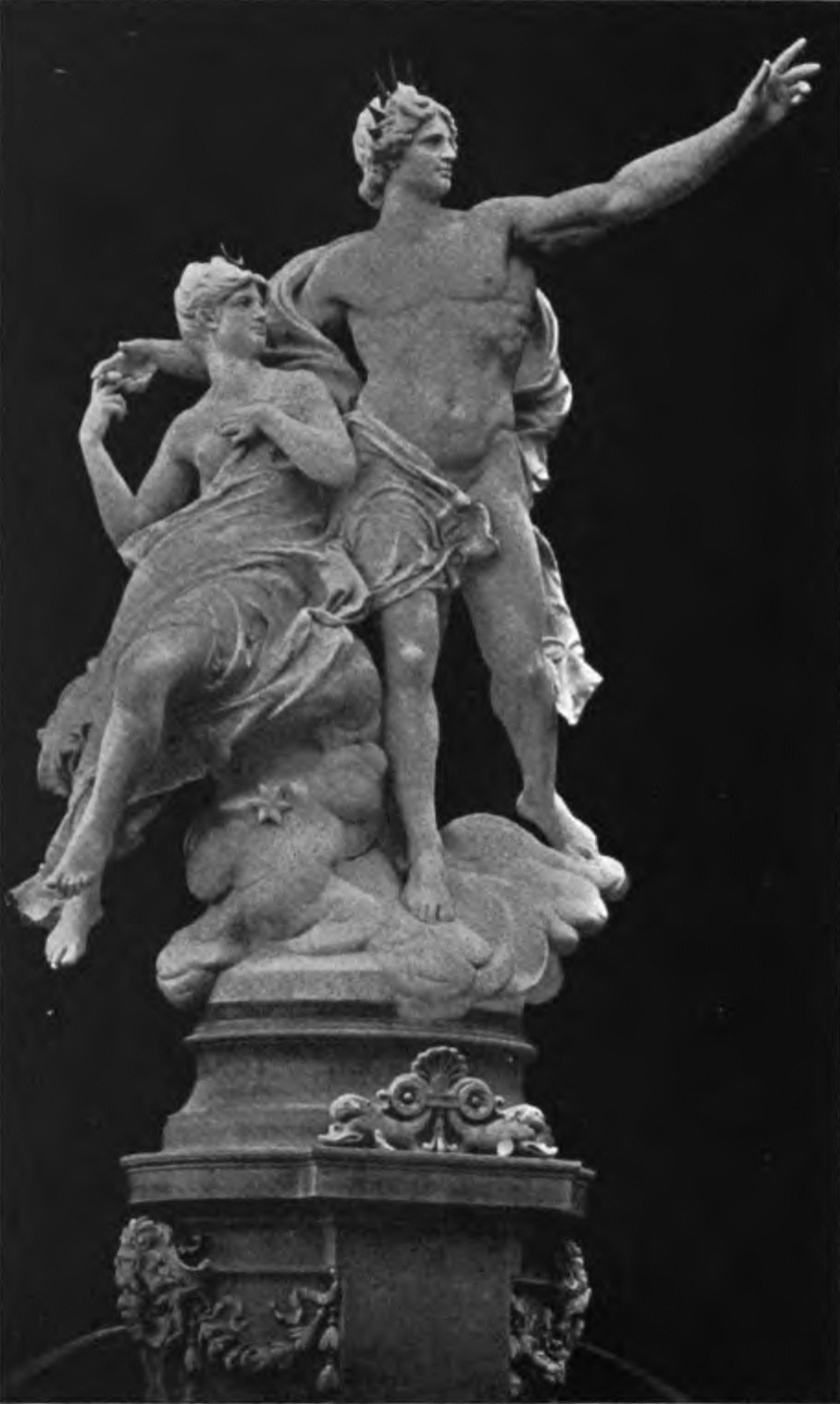
Helios und Selene (1891) für Brunnen in Abbazia
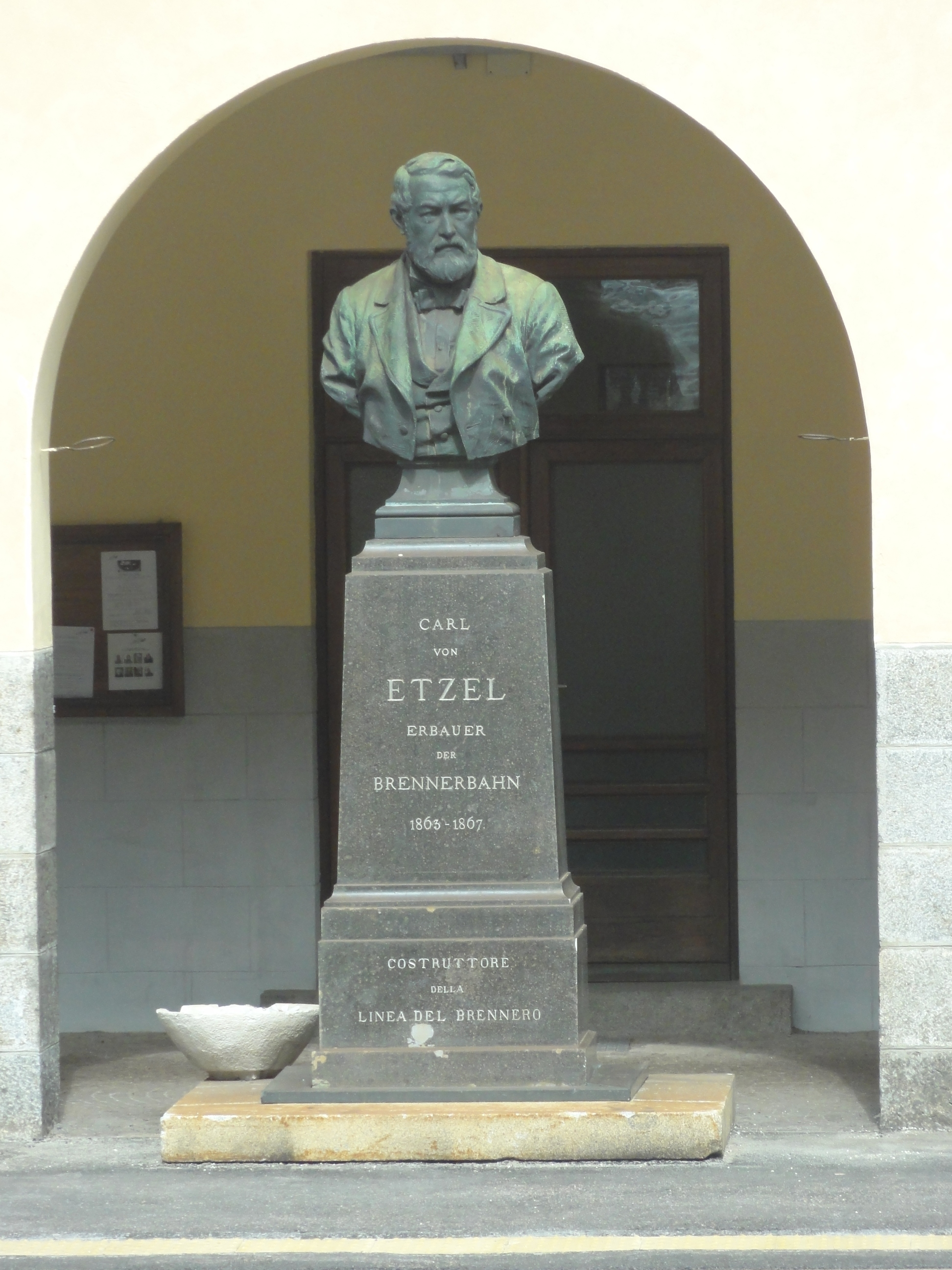
Etzel-Büste (1892) am Brenner (Photo 2011)
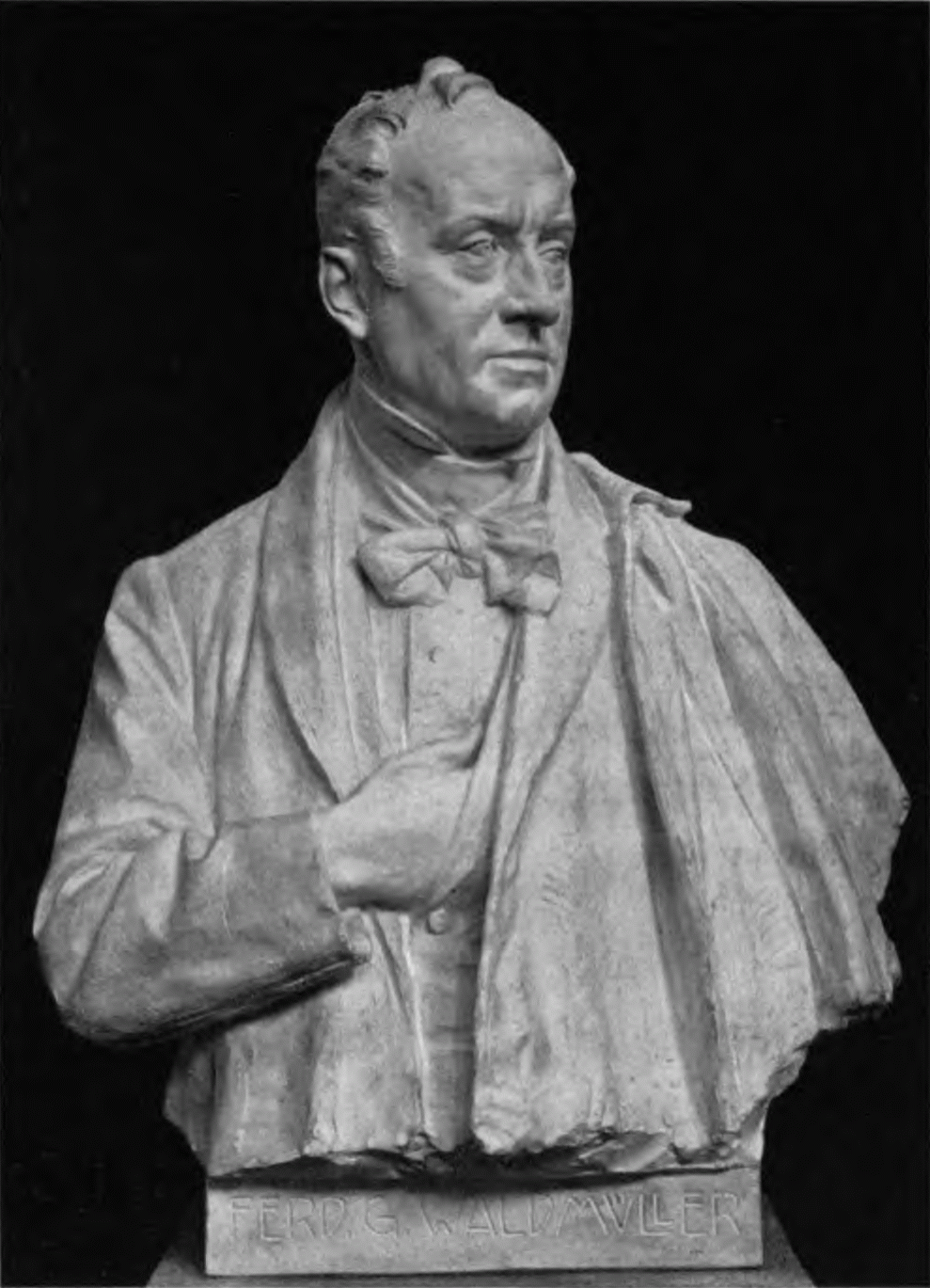
Porträtbüste Ferdinand Georg Waldmüller (≤1898)
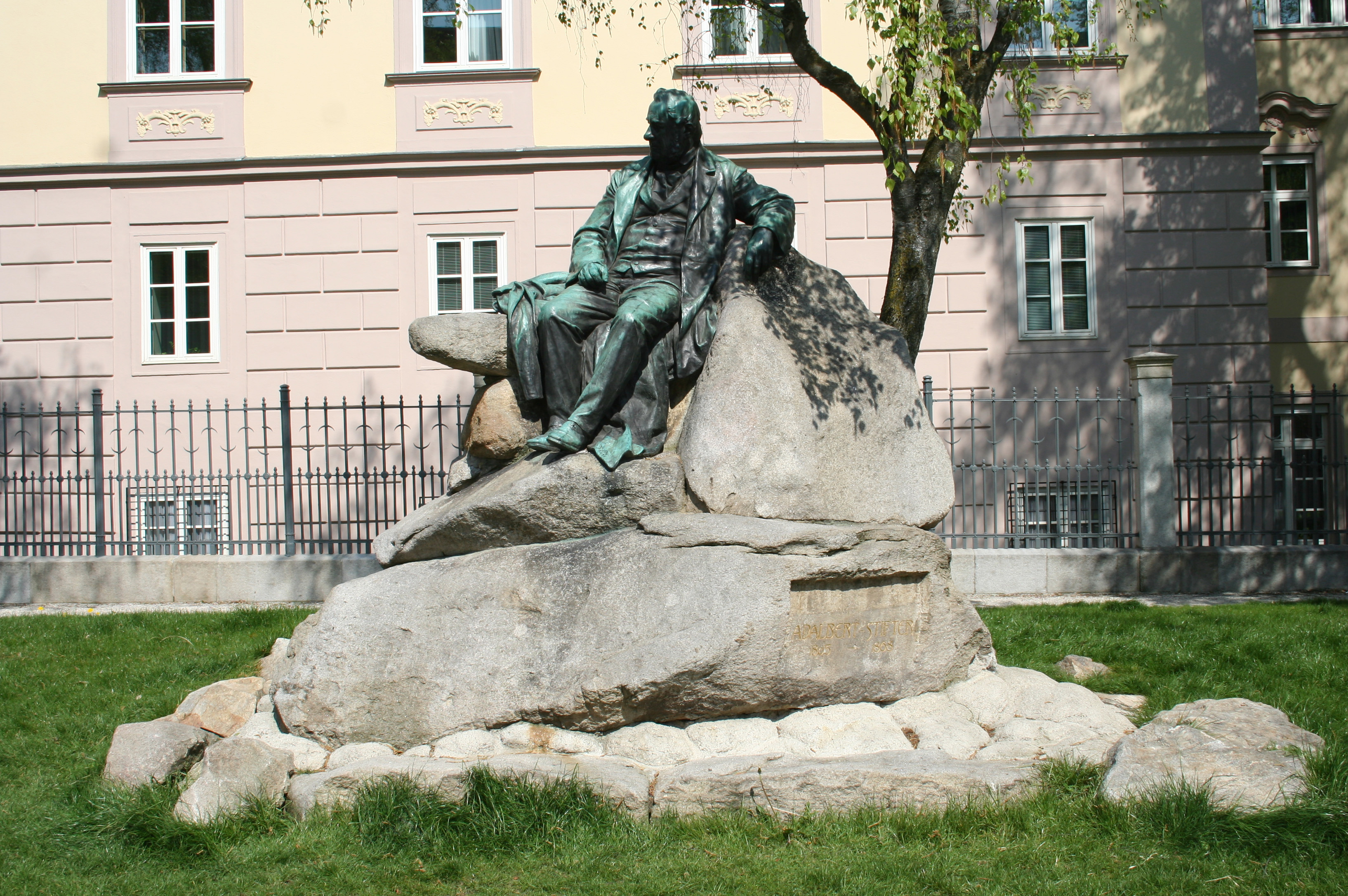
Stifter-Denkmal (1902) in Linz (Photo 2010)
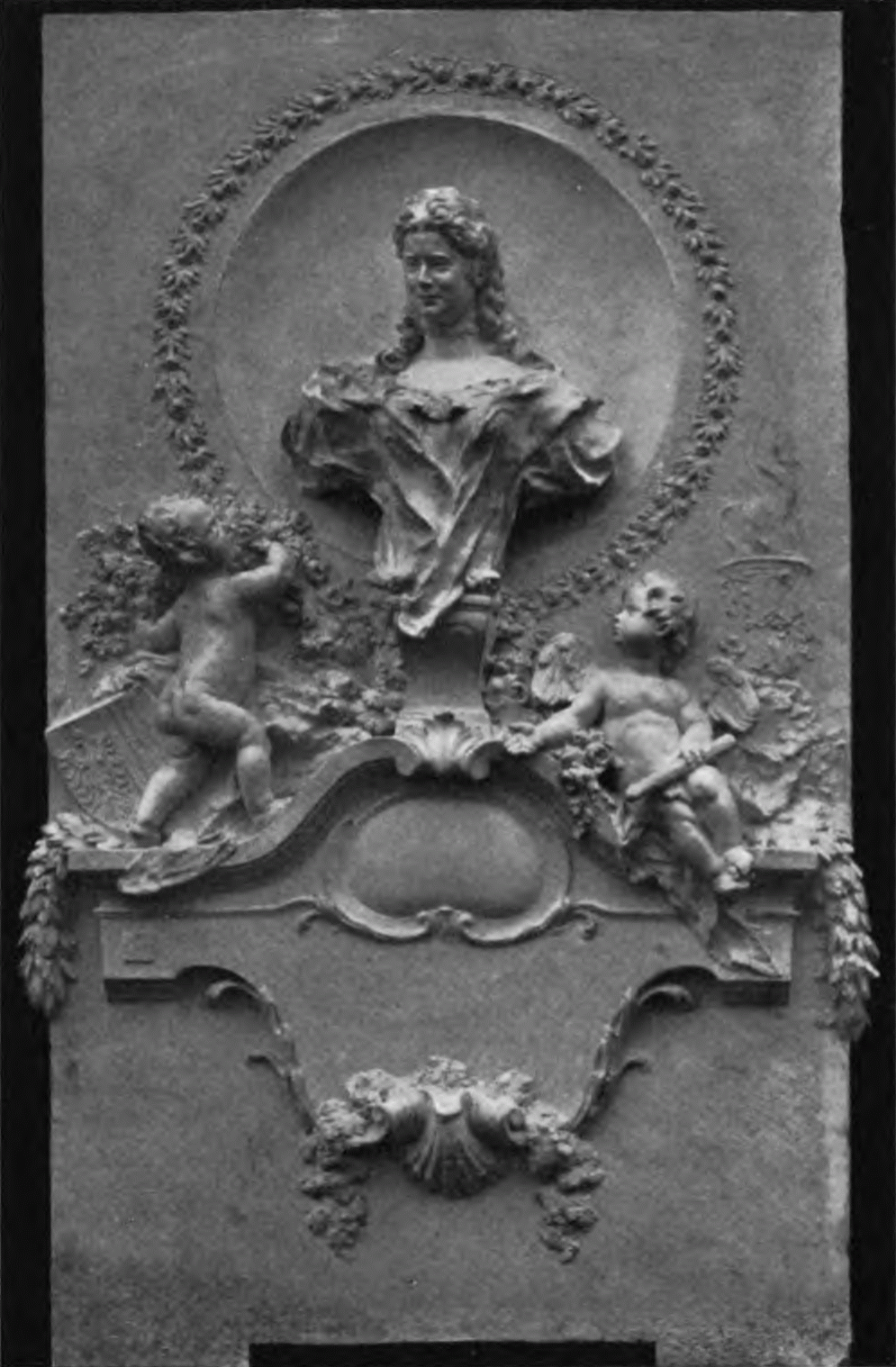
Elisabeth-Epitaph für Linz (1903, zerstört 1938)
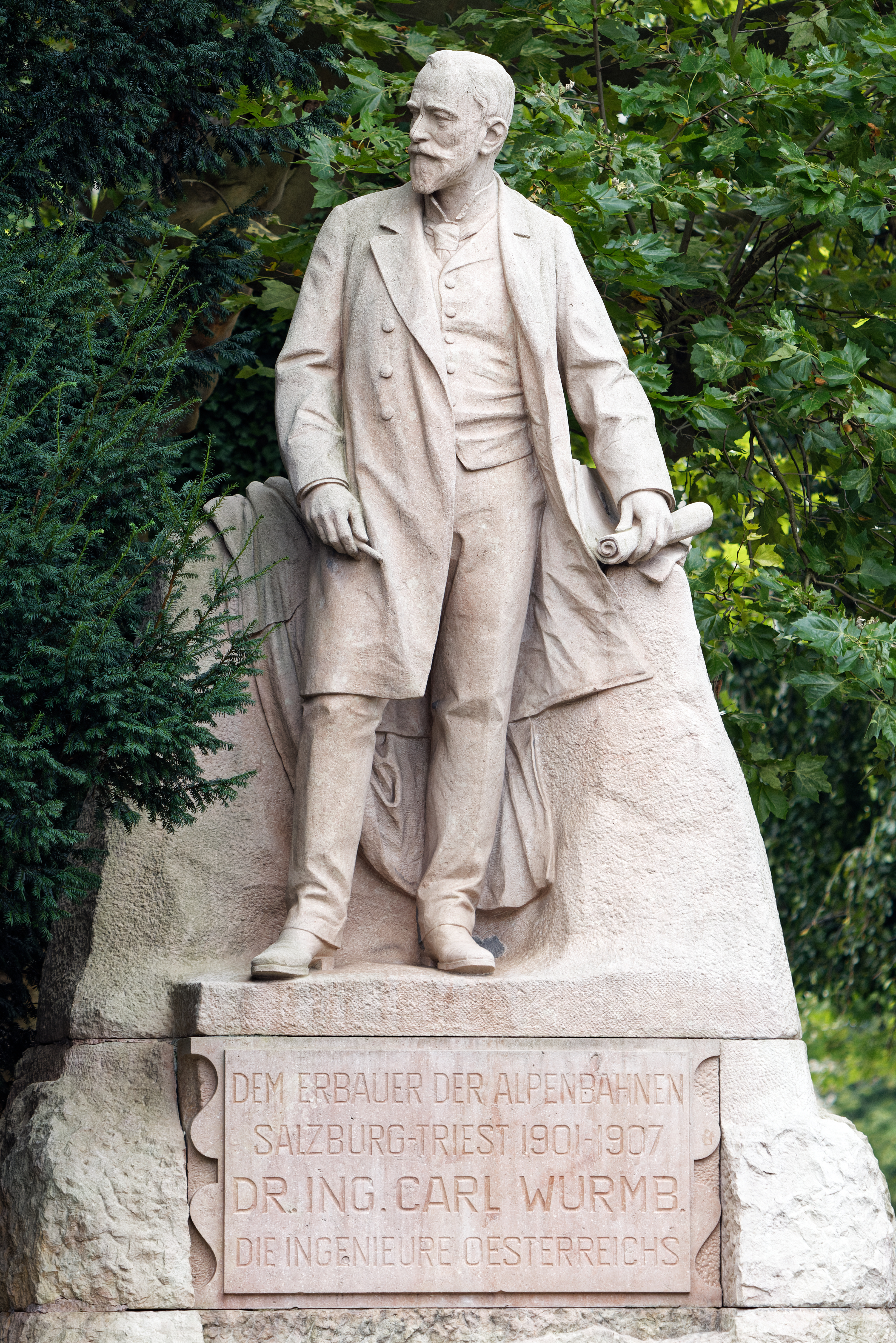
Wurmb-Statue (1913) in Salzburg (Photo 2021)